# Bohumil Heim
Bohumil Heim (8. října 1905 – ) byl český fotbalista, obránce.

## Fotbalová kariéra
Hrál za SK Viktoria Žižkov. V nejvyšší soutěži nastoupil v roce 1925 za Viktorii Žižkov ve 2 utkáních.

## Ligová bilance
| Ročník              | Zápasy | Góly | Klub               |
| ------------------- | ------ | ---- | ------------------ |
| Asociační liga 1925 | 2      | 0    | SK Viktoria Žižkov |
| CELKEM              | 2      | 0    |                    |